# Etimologia de Armênia
A  Etimologia de Armênia ou o Nome da Armênia é um exônimo, pois o nome do país em Armênio é Hayastan que significa terra de Haico. Sua primeira aplicação como etnônimo dos armênios é no fim do século VI a.C., em uma inscrição persa antiga como "Armina". Algumas décadas mais tarde, Heródoto escreveu que os armênios estavam armados como os frígios.  
Algumas décadas depois, Xenofonte, um general grego que lutou contra os persas, descreve muitos aspectos da vida do povo armênio e de sua hospitalidade. Ele também relata que esse povo fala um idioma que soa aos seus ouvidos como o idioma dos persas.

## Especulações a respeito do nome

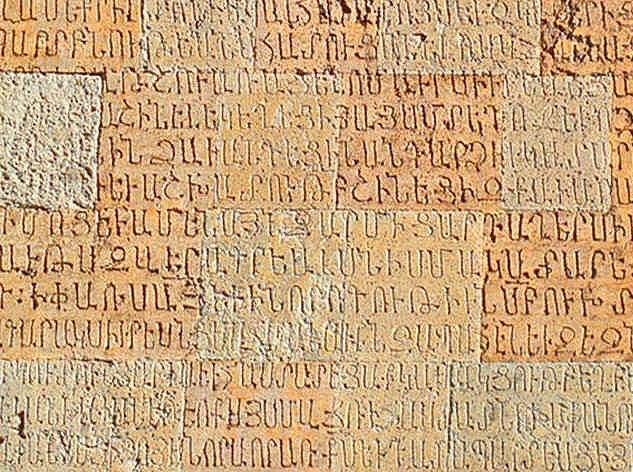
Antiga inscrição armênia

Há especulações sobre o nome da Armênia que existe muito antes da Idade do Bronze, dados que parece referir-se a Armênia como termos geográficos em duas fontes egípcias e mesopotâmicas. A primeira é de uma inscrição  que menciona "Armanum" junto com Ibla (Ebla) como os territórios conquistados por Narã-Sim da Acádia no século XXII a.C. , identificados como uma colônia acádia na região do Diarbaquir. Um inventário do imperador acádio Sargão o Grande  localiza a terra "Armani" mais além do Rio Tigre e ao lado do Lulubi.
Essas especulações foram desmentidas veementemente pelo armenólogo Nicholas Adontz. 
Outro texto do Faraó Tutemés III, no ano 33 de seu reinado (1 446 a.C.) faz menção ao povo de Ermenen afirmando que em sua terra "o céu descansa sobre seus quatro pilares".
Mini (מנּי) é também um nome bíblico da região, que aparece no livro do profeta Jeremias, próximo ao Ararate e Asquenaz. Este território é provavelmente o mesmo que a Minai (Minnai) de inscrições assírias, talvez corresponda também a Mínios, Armênia é interpretado por alguns como ḪARMinni que significa "a região montanhosa de Mini.
Há sugerido que o nome em persa antigo "Armina" e no grego Armenos ("Armenoi") são a continuação do topônimo assírio.
Em 1940, na historiografia nacionalista armênia tem sido especulado a existência de uma tribo da Idade do Bronze (de um etnônimo em oposição a um topônimo) de Armens (Armans. Armani; em armênio/arménio: Արմեններ; romaniz.: Armenner, Առամեններ, Aṙamenner) idêntico ou formado a partir de um subconjunto de Haiassa-Azi, alternativamente há sugerido que o nome seja uma variante de Urmanos (Urmani), um povo que vivia próximo do Lago de Vã e do Lago Úrmia de acordo com as inscrições de Menua.
A tradição armênia faz de Armenaco (ou Arã) o bisneto de Haico, outros autores  o conectam com o nome persa "Armin.
|           | Armênios                           | Armênia                       |
| Armênio   | Հայեր Hayer                        | Հայաստան Hayastan, Հայք Hayk‘ |
| Árabe     | أرمن Armin, singular أرماني Armānī | أرمينيا Armīniyā              |
| Siríaco   | ܐܪܡܐܢܥ Armānī                      | ܐܪܡܝܢܝܐ Armīniyā              |
| Azeri     | Ermənilər                          | Ermənistan                    |
| Persa     | ارمنیان Arminiyān                  | ارمنستان Arministān           |
| Georgiano | სომხები Somkhebi                   | სომხეთი Somkhet'i             |
| Grego     | Αρμενικό                           | Αρμενία                       |
| Curdo     | Ermeni                             | Ermenistan                    |
| Russo     | Армяне                             | Армения                       |
| Turco     | Ermeniler                          | Ermenistan                    |